# Hidden Treasures
Hidden Treasures är en EP utgiven av det amerikanska thrash metal-bandet Megadeth år 1995. Albumet innehåller låtar som tidigare givits ut som filmmusik eller på andra samlingsalbum. Tre låtar är covers.
Låten "Angry Again" återfinns på livealbumet Rude Awakening och samlingsskivan Greatest Hits: Back to the Start. Förklaringen till att fyra av låtarna på albumet kommer från diverse soundtracks är att Megadeth i slutet av 1980-talet och början av 1990-talet ofta anlitades för att göra filmmusik.

## Låtlista
Sida ett
1. "No More Mr. Nice Guy" (Alice Cooper-cover; från Shocker soundtrack) - 3:02
2. "Breakpoint" (Dave Mustaine, David Ellefson, Nick Menza; från Super Mario Bros. soundtrack) - 3:29
3. "Go to Hell" (Dave Mustaine, Marty Friedman, David Ellefson, Nick Menza; från Bill och Teds galna äventyr soundtrack) - 4:36
4. "Angry Again" (Dave Mustaine; från Den siste actionhjälten soundtrack) - 3:47

Sida två
1. "99 Ways to Die" (Dave Mustaine; från The Beavis and Butt-head Experience samlingsalbum) - 3:58
2. "Paranoid" (Black Sabbath-cover; från Nativity in Black: A Tribute to Black Sabbath samlingsalbum) - 2:32
3. "Diadems" (Dave Mustaine; från Tales from the Crypt Presents Demon Knight soundtrack) - 3:55
4. "Problems" (Sex Pistols-cover; från singeln "À Tout le Monde") - 3:57

## Covers
Albumet innehåller tre covers. "No More Mr. Nice Guy" framfördes ursprungligen av Alice Cooper medan "Paranoid" är en låt skriven av Black Sabbath. Redan inför albumet So Far, So Good... So What! funderade bandet på att göra en cover på "Problems" av Sex Pistols, men det blev då "Anarchy in the U.K." istället.

## Medverkande
- Dave Mustaine - sång, gitarr
- Marty Friedman - gitarr, bakgrundssång
- David Ellefson - elbas, bakgrundssång
- Nick Menza - trummor